# Animal Liberation Front
Animal Liberation Front (ALF) er en international organisation af dyreretaktivister, som ofte bruger direkte aktion i deres arbejde. Den danske afdeling hedder Dyrenes Befrielsesfront. Deres aktioner består involverer at fjerne dyr fra laboratorier og pelsfarme, samt at sabotere de selskaber som udøver dyremishandling for at forhindre, at selskabet fortsætter sit arbejde.

## Ideologi
Animal Liberation Front har ingen central ledelse, men fungerer i kraft af en masse autonomt styrede grupper. ALF har nogle bestemte retningslinjer, som de handler efter:
- 1. Frigør dyr fra deres mishandling.
- 2. Udøv økonomisk skade på dem der profiterer på dyrs lidelser.
- 3. Afslør grusomhederne der bliver udøvet mod dyrene.
- 4. Tag alle forholdsregler for at undgå at skade ethvert menneske eller ikke-menneske.

Enhver der laver aktioner ifølge disse principper kan udråbe den som værende udført i ALF's navn. Den er altså ikke en organisation der bliver drevet af nogen ledelse, men den bliver derimod drevet af en ideologi. Robin Webb fra Animal Liberation Press Office i England har sagt: "That is why the ALF cannot be smashed, it cannot be effectively infiltrated, it cannot be stopped. You, each and every one of you: you are the ALF."
ALF kalder sig kontroversielt for ikke-voldelige. For dem at se er materiel og økonomisk sabotage ikke en voldelig handling, hvorimod mishandling af dyr eller skade på mennesker er det. Ifølge ALF er de ikke selv den voldelige part, men derimod den part der arbejder på at forhindre volden. I dokumentarfilmen Behind the Mask sagde den amerikanske aktivist Rod Coronado: "One thing that I know that separates us from the people we are constantly accused of being — that is, terrorists, violent criminals — is the fact that we have harmed no one."
Der har dog været meget kritik og debat om deres metoder både blandt dyreaktivister og andre.

## Oprindelse
Organisationen blev grundlagt af Ronnie Lee i 1976 i England.

## Eksterne Henvisninger
- Animal Liberation Front – Officiel hjemmeside Arkiveret 11. september 2006 hos  Wayback Machine
- Bite Back – Aktionsoversigt (international) Arkiveret 27. november 2007 hos  Wayback Machine